# Grumman F-14 Tomcat

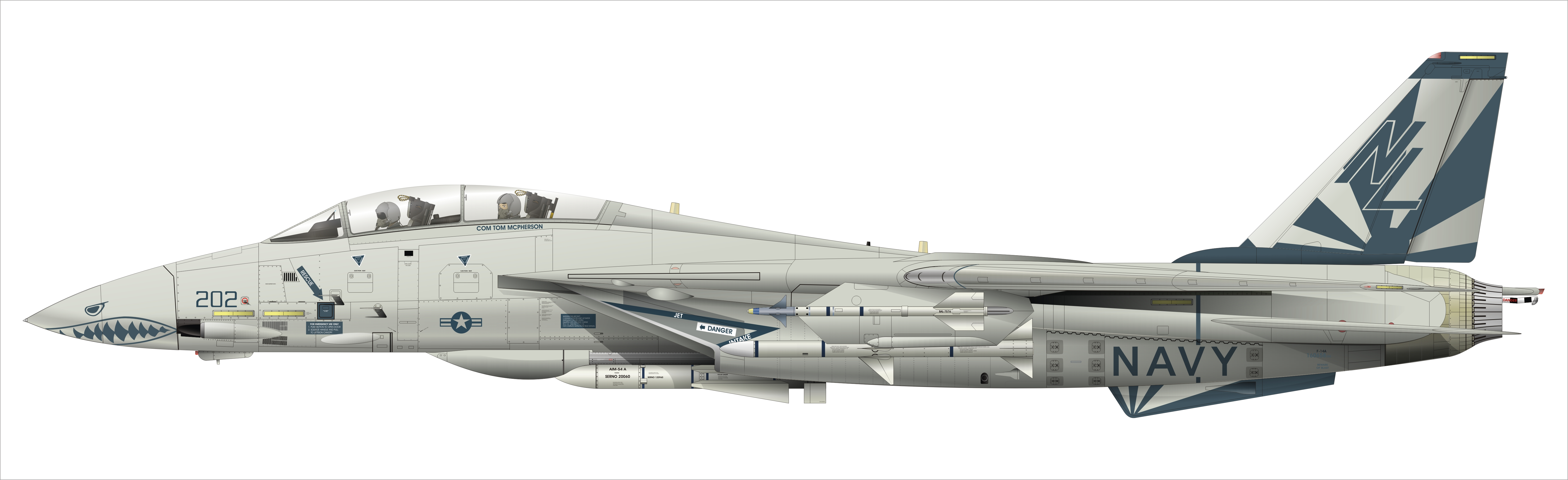
F-14A van VF-111

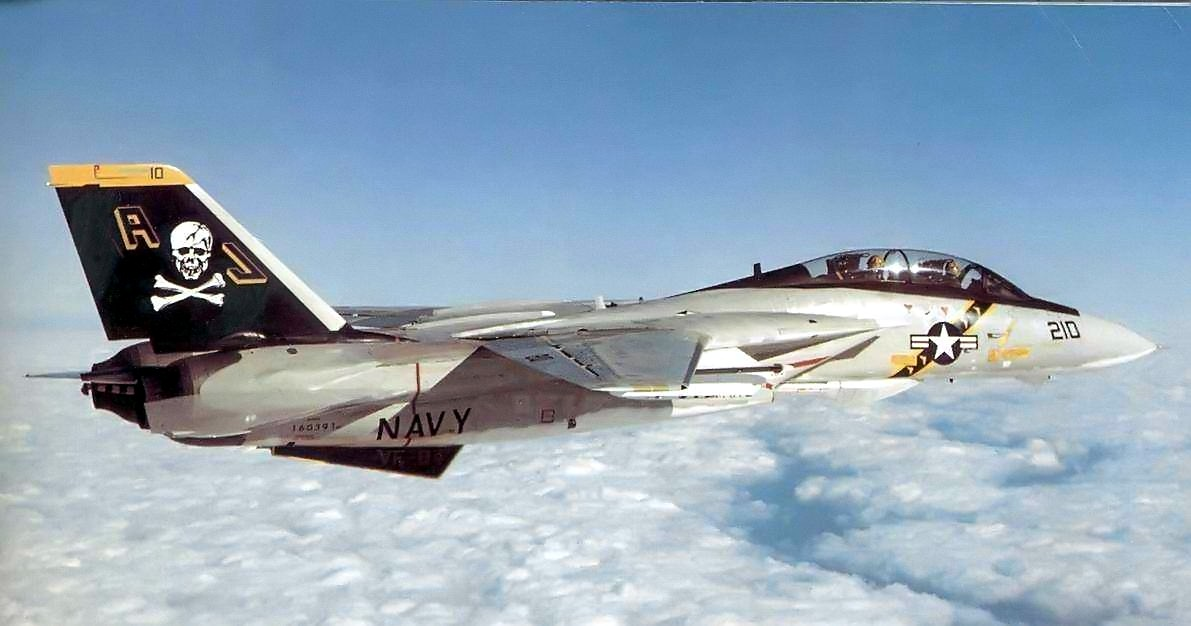
F-14A van VF-84

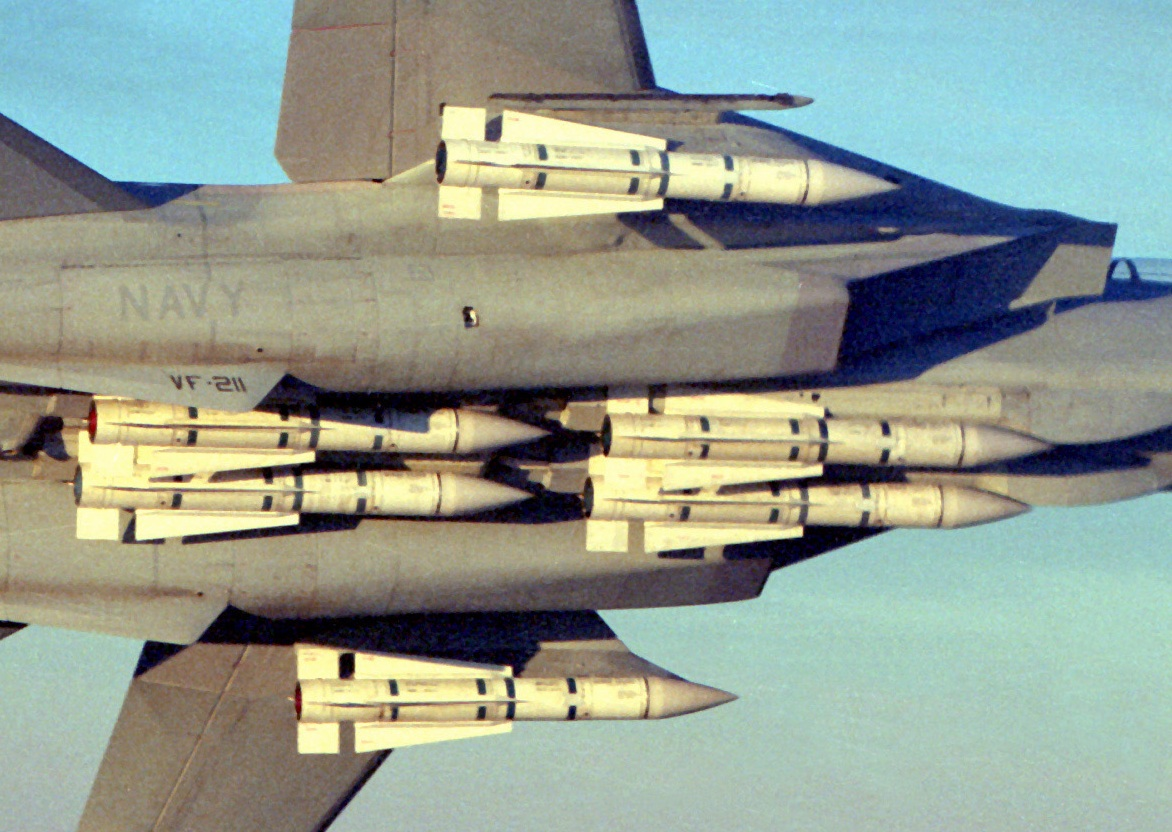
De bewapening van 6 Phoenix raketten

De Grumman F-14 Tomcat is een Amerikaanse marine-onderscheppingsjager die destijds werd geleverd door de firma Grumman Aerospace. Hij diende als vervanger voor de F-4 Phantom II-jager die in 1986 bij de US Navy (USN) werd uitgefaseerd. Er zijn in totaal 556 stuks F-14A voor de USN gebouwd. De sterk verbeterde F-14B- en F-14D-versies werden later nog in kleine aantallen aan de USN geleverd.
De F-14 was uitgerust met een, voor zijn tijd, uniek wapensysteem; het AWG-9-radargeleidingssysteem gekoppeld aan de AIM-54 Phoenix-lucht-luchtraket. Hiermee konden luchtdoelen op meer dan 150 km afstand worden opgespoord en afgeschoten. De AWG-9 is een puls-Doppler-multimoderadar waarmee meerdere luchtdoelen tegelijk kunnen worden gevolgd en kunnen worden aangevallen. De F-14 kon met dit systeem 24 doelen tegelijk volgen en maximaal zes op grote afstand aanvallen en afschieten met de Phoenixraket. Voor de overige doelen was het toestel aangewezen op zijn AIM-7 Sparrow- en AIM-9 Sidewinder-raketbewapening.
Hoewel dit systeem in de jaren ’60 is ontworpen en nu een van de oudste lucht-luchtradargeleidingssystemen is, blijkt nog steeds hoe ver het zijn tijd vooruit was. Ook nu is het nog steeds in diverse toestellen operationeel en middels software-upgrades wist men de operationele levensduur tot 2015 te garanderen.
De F-14 was van 1972-2006 de ruggengraat van de luchtverdediging van alle Carrier Task Forces van de USN en werd bij het publiek vooral bekend door de film Top Gun.

## De operationele indeling van de F-14 squadrons bij USN
Alle toestellen waren ingedeeld in twee operationele wings; de Pacific Fleet Fighterwing (PFW) en de Atlantic Fleet Fighterwing (AFW). 
De wings waren toegewezen aan Carrier Battle Groups, formaties oorlogsschepen met een bepaald patrouillegebied met een Carrier Vessel (CV) – een vliegdekschip – als commandoschip. Het totale aantal van alle vliegtuigen aan boord van een vliegdekschip werd aangeduid als de Carrier Vessel Wing (CVW). De squadronaanduiding van de aparte Tomcat-eenheden was de aanduiding Vessel Fightersqn (VF).
In vredestijd was ongeveer 40% van alle toestellen in CVW’s op zee ingedeeld; de rest was voor training en onderhoud beschikbaar op Naval Air Stations (NAS).

### Tomcats bij Pacific Fleet Fighterwing op zee
- CVW-Twee op de USS Constellation
- CVW-Vijf op de USS Independence
- CVW-Elf op de USS Kitty Hawk en de USS Carl Vinson
- CVW-Veertien op de USS Abraham Lincoln

### Tomcats bij Pacific Fleet Fighterwing aan land
- NAS Miramar en NAS North Island, beiden San Diego, Californië
- NAS Alameda, San Francisco Californië
- NAS Fallon, Nevada

### Tomcats bij Atlantic Fleet Fighterwing op zee
- CVW-Eén op de USS John F. Kennedy en de USS George Washington
- CVW-Drie op de USS Enterprise
- CVW-Zeven op de USS John C. Stennis
- CVW-Acht op de USS Theodore Roosevelt
- CVW-Negen op de USS Nimitz
- CVW-Zeventien op de USS Dwight D. Eisenhower

### Tomcats bij Atlantic Fleet Fighterwing aan land
- NAS Oceana, Virginia
- NAS Pensacola, Florida
- NAS Willow Grove, Pennsylvania
- NAS Key West, Florida

Atlantic fleet airwings
| Squadron | Naam         | Uitrusting             | Ingedeeld bij | Staartcode |
| -------- | ------------ | ---------------------- | ------------- | ---------- |
| VF-102   | Diamondbacks | F-14B, LANTIRN & TARPS | CVW-1         | AB         |
| VF-32    | Swordsmen    | F-14B, LANTIRN & TARPS | CVW-3         | AC         |
| VF-142   | Ghostriders  | F-14B, LANTIRN & TARPS | CVW-7         | AG         |
| VF-143   | Pukin’ Dogs  | F-14B, LANTIRN & TARPS | CVW-7         | AG         |
| VF-11    | Red Rippers  | F-14B, LANTIRN & TARPS | CVW-7         | AG         |
| VF-41    | Black Aces   | F-14A, LANTIRN & TARPS | CVW-8         | AJ         |
| VF-14    | Tophatters   | F-14A, LANTIRN & TARPS | CVW-8         | AJ         |
| VF-103   | Sluggers     | F-14B, LANTIRN & TARPS | CVW-17        | AA         |

Pacific fleet airwings
| Squadron | Naam                | Uitrusting             | Ingedeeld bij | Staartcode |
| -------- | ------------------- | ---------------------- | ------------- | ---------- |
| VF-1     | Wolfpack            | F-14D, LANTIRN & TARPS | CVW-2         | NE         |
| VF-2     | Bountyhunters       | F-14D, LANTIRN & TARPS | CVW-2         | NE         |
| VF-111   | Sundowners          | F-14A, LANTIRN & TARPS | CVW-15        | NL         |
| VF-51    | Screaming Eagles    | F-14A, LANTIRN & TARPS | CVW-15        | NL         |
| VF-154   | Black Knights       | F-14A, LANTIRN & TARPS | CVW-5         | NF         |
| VF-211   | Fighting Checkmates | F-14A, LANTIRN & TARPS | CVW-9         | NG         |
| VF-213   | Blacklions          | F-14D, LANTIRN & TARPS | CVW-11        | NH         |
| VF-31    | Tomcatters          | F-14D, LANTIRN & TARPS | CVW-14        | NK         |

Navy Reserve airwings
| Squadron | Naam         | Uitrusting             | Ingedeeld bij | Staartcode |
| -------- | ------------ | ---------------------- | ------------- | ---------- |
| VF-201   | Hunters      | F-14A, LANTIRN & TARPS | CVWR-20       | AF         |
| VF-84    | Jolly Rogers | F-14A, LANTIRN & TARPS | CVWR-20       | RJ         |

## Geschiedenis

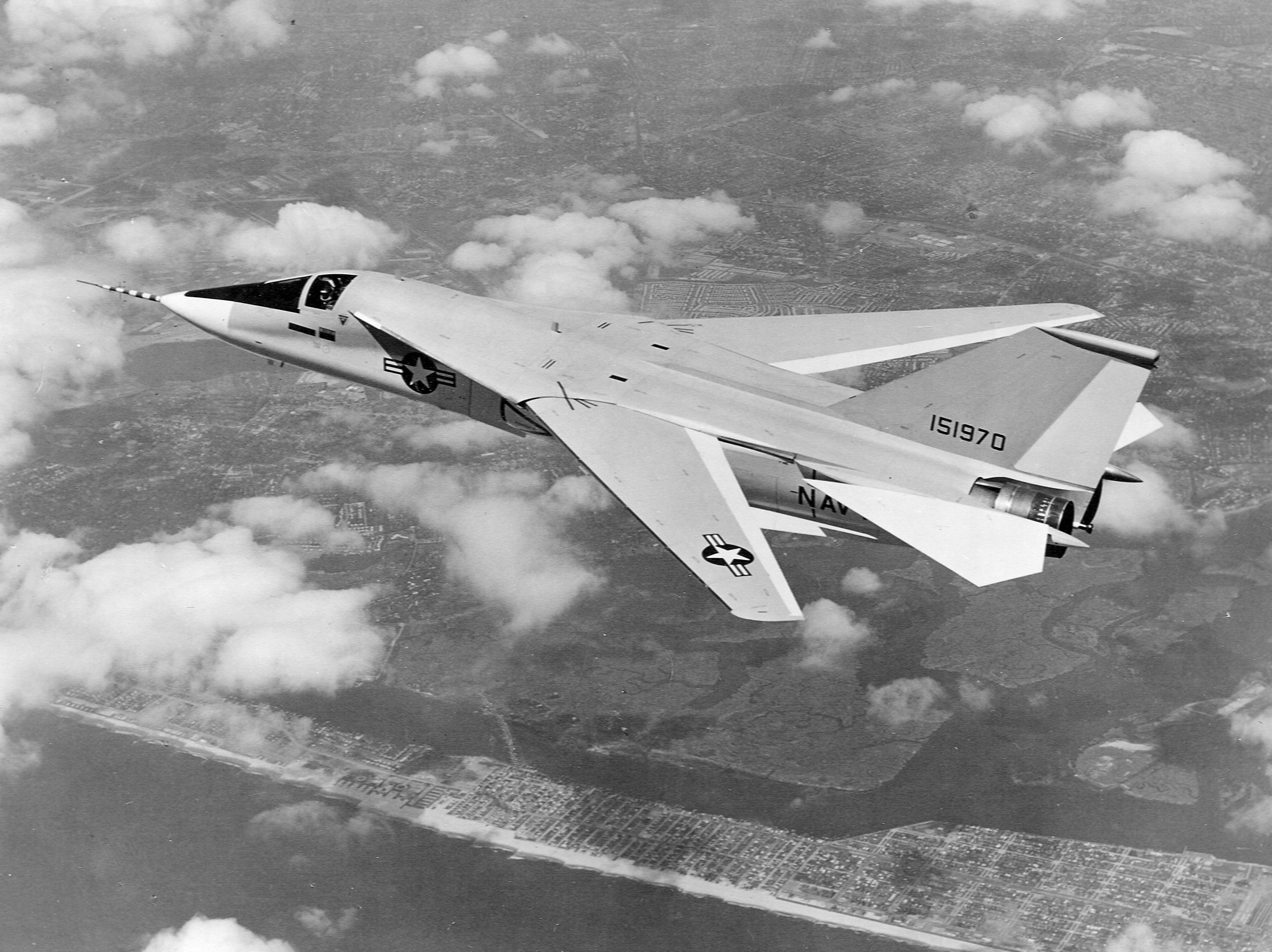
De F-111B

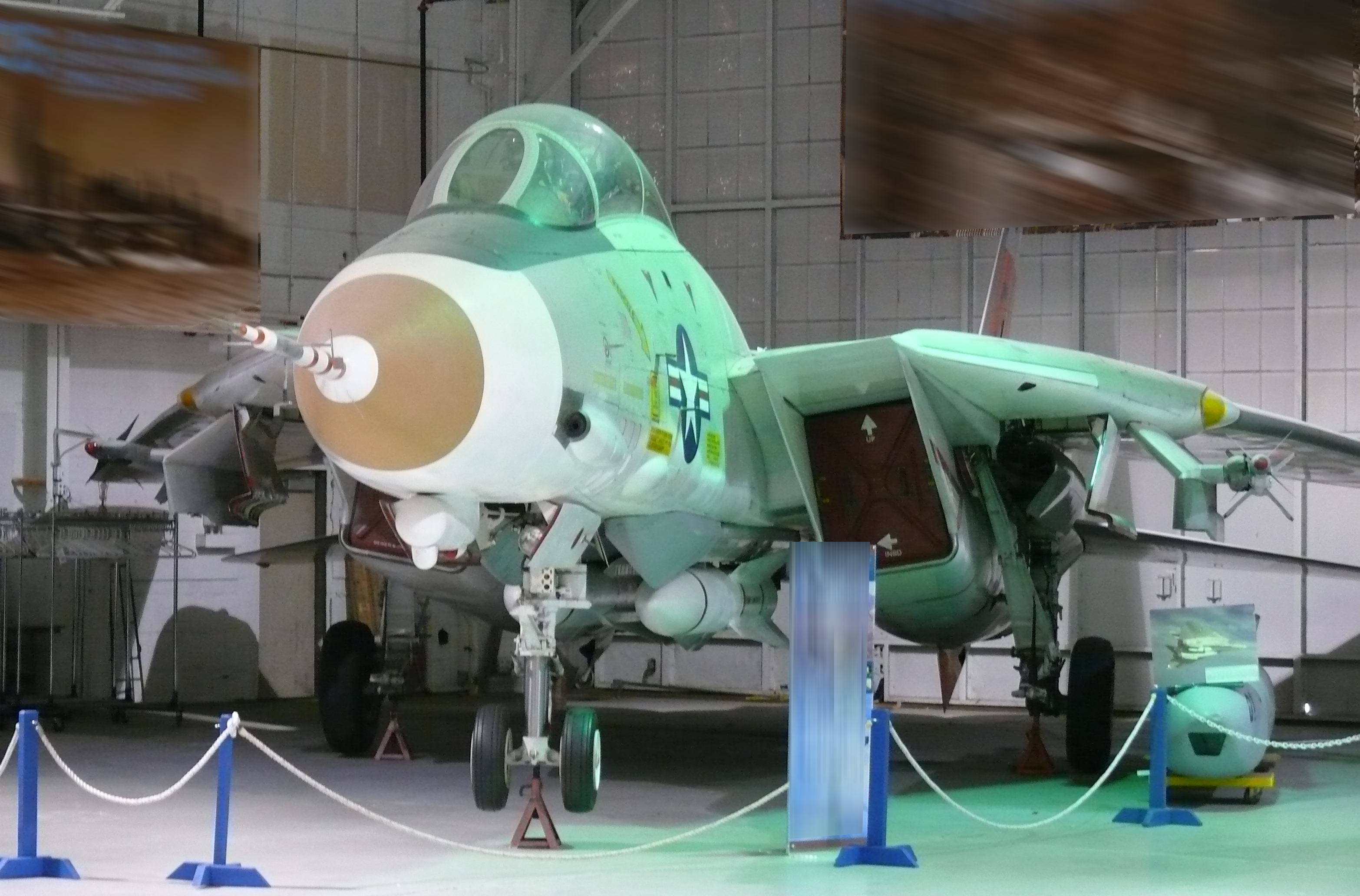
Het derde prototype YF-14A - Toestel 157982 in het Cradle of Aviation Museum

De F-14 ontstond na een mislukte poging om een nieuw jachtvliegtuig voor de Amerikaanse marine te ontwerpen. De marineleiding had – ter vervanging van de toen operationele F-4 marinejager – in 1964 gevraagd om een VFX (Navy Fighter Experimental) die aan een aantal bijzondere eisen moest voldoen:
- hij moest als onderscheppings- en luchtverdedigingsjager kunnen worden ingezet
- hij moest standaard zijn uitgerust met twee motoren
- hij diende te beschikken over een geavanceerd wapensysteem gebaseerd op een zeer krachtige radar
- hij moest niet alleen in staat zijn om volledig bewapend vanaf het vliegdek te starten maar ook om met diezelfde lading weer op het dek te kunnen landen

Oorspronkelijk had men hiervoor de General Dynamics F-111 in gedachten. De Amerikaanse luchtmacht en de marine hadden het gezamenlijke plan opgevat om een jager te bouwen die zowel aan de luchtmacht- als aan de marinespecificaties zou voldoen. De marineversie was met 42.000 kg te zwaar. Dit hoge gewicht kwam mede door het zware AWG-9 radarsysteem waarmee de nieuwe AIM-54 Phoenix lucht-luchtraket kon worden afgevuurd en geleid.
Het toestel werd toen nog aangeduid als F-111B en er werden t.b.v de tests zeven stuks van gebouwd. Deze tests waren geen succes en kostten zelfs het leven van enkele vliegers. Het toestel was veel te zwaar en ook het onderhoud op zee bleek zeer intensief te zijn. Vanwege de onhandelbaarheid bij vliegdekoperaties kreeg het tijdens de testfase snel de oneerbiedige bijnaam ‘Sea Pig’ (zeevarken) mee. Het marinetestprogramma werd vanwege de teleurstellende resultaten ten slotte in april 1968 voortijdig afgebroken.
Hierna werd door de firma Grumman het ontwerp 303 ingediend. Dit werd door de marineleiding geaccepteerd en in 1968 werd het programma gestart dat uiteindelijk de F-14 Tomcat zou worden. De eerste prototypevlucht van de F-14 vond plaats in mei 1971 en in 1972 verlieten de eerste F-14A Tomcats de productielijn.
Vanaf 1988 werd alleen nog de F-14D geleverd. Het was de bedoeling dat de eerste "D" Tomcats in 1990 operationeel zouden worden en dat alle toestellen in 1998 op de "D" standaard waren gebracht. Er zouden 127 nieuwe F-14D’s worden geleverd en 400 F-14A en F-14B’s naar de "D" configuratie worden omgebouwd.
Vanwege de veranderende wereldsituatie werd in 1989 voorgesteld om de nieuwe productietoestellen te schrappen. Het Amerikaanse congres autoriseerde echter nog 18 nieuwe F-14D’s voor 1990 met de opmerking dat dit de laatste zouden zijn. De eerste F-14D werd in februari 1990 geleverd en de laatste in 1995. Hierna werd de productie definitief gestaakt.
In 2000 werd de sterkte van de Carrier Air Wings (CVW) aangepast aan de veranderde situatie in de wereld. Slechts twee airwings (CVW-1 en CVW-2) bleven op de oude sterkte van twee squadrons bestaande uit elk tien toestellen; alle andere airwings gingen terug naar één squadron van veertien toestellen. Dit werd gedaan om eventueel extra benodigde slagkracht te behouden en in te kunnen zetten.
In juli 2006 vond de laatste katapultstart plaats en op 22 september 2006 was de laatste officiële vlucht van de F-14D Tomcat naar Naval Air Station (NAS) Oceana waar het buiten dienst werd gesteld. Dit toestel (BuNo 163902) behoorde tot de VF-31 Tomcatters en droeg de staartidentificatie AJ 103. Sindsdien is de F-14 definitief uitgefaseerd en opgevolgd door de F/A-18E/F Super Hornet.

## Inzet
- In 1981 werden F-14’s ingezet tegen de luchtmacht van Libië. Twee Libische Soechoj Soe-22 jagers werden van grote afstand neergeschoten.
- In 1989 vielen twee Libische MiG-23 Floggers een Amerikaanse patrouille van A-6 Intruders aan. Deze ontweken de aanval en riepen de hulp in van twee F-14A Tomcats. Deze actie resulteerde in een zes minuten durend luchtgevecht op korte afstand waarbij de twee MiG’s werden neergeschoten.
- In de Golfoorlog werden Tomcats ter begeleiding ingezet als Combat Air Patrol voor diverse aanvallende vliegtuigen. Hierbij werd door het afvuren van een Sidewinderraket een vijandelijke helikopter neergeschoten. Ook voerden zij TARPS verkenningsmissies uit. Hierbij ging een F-14 door Iraakse luchtafweer verloren.
- In 1995 kreeg de F-14 Tomcat een complete andere rol toebedeeld. Tijdens inzet boven Bosnië fungeerden zij als bommenwerper. De Tomcat werd hierbij tijdelijk omgedoopt in 'Bombcat' en wierp tijdens deze missies lasergeleide bommen (LGB)’s af.

### Iran
De enige buitenlandse klant voor dit vliegtuig was Iran. Aan de luchtmacht werden 80 F-14A geleverd; dit gebeurde ter ondersteuning van het toenmalige regime van Mohammed Reza Pahlavi. BuNos 160299 - 160378 (F-14A-90/95-GR) zijn aan Iran geleverd; het laatste toestel (BuNo 160378) bleef echter in de Verenigde Staten achter nadat de Iraanse Revolutie in 1979 het regime van de sjah in Iran omver had geworpen.
Toen Iran na de revolutie de banden met de Sovjet-Unie aanhaalde was dit voor de Amerikanen de reden om de elektronica van het AWG-9-radarsysteem en het AIM-54-raketsysteem grondig te herzien zodat de aan Iran vrijgegeven technologie nutteloos zou worden.
Het luchtvaartblad Flight International van september 1999 gaf aan dat Iran er, middels Russische hulp en technologie, in was geslaagd een groot aantal F-14’s luchtwaardig te houden. De toestellen waren voorzien van een nieuwe (Russische) radar, motoren en een glazen cockpit. In 2005 en 2008 waren er respectievelijk 16 en 24 luchtvaardige F-14's. Echter bleef het aantal volledig gevechtscapabele F14's laag, namelijk vijf.
In juni 2022 stortte een Iraanse F-14 neer bij Isfahan.

## Uitrusting en versies

### F-14A
De standaard F-14 was uitgerust met:
- twee TF30-P-414A-motoren
- het AN/ALR-67 Countermeasure Warning Control System
- Low Altitude Navigation and Targeting Infrared for the Night (LANTIRN)
- het Programmable Tactical Information Display (PTID)
- Tactical Airborne Reconnaissance Pod System (TARPS)

In alle F-14’s werd het Automatic Flight Control System (AFCS) vervangen door het Digital Flight Control System (DFCS). Eind jaren zeventig kregen de toestellen met de TF-30-motoren zulke ernstige technische problemen dat ze moesten worden omgebouwd. De motoren van de latere modellen waren van een geheel ander type en hadden deze technische problemen niet meer. Medio jaren negentig werd het Digital Flight Control System ingevoerd; dit weerhield de vlieger automatisch van het maken van onveilige of ongecontroleerde vliegbewegingen. Ook werd het tot dan toe operationele TARPS Pod System door het nieuwe TARPS Digital Imaging System vervangen en werd het Bol Chaff System gemodificeerd.

### F-14B
Dit was een aangepaste F-14A of een toestel van de nieuwe productielijn. Beide waren uitgerust met:
- General Electric F110-400-motoren
- Verbeteringen in navigatie en afweersystemen waardoor het multimissioncapaciteit verkreeg

De F110-GE-400 kwam in de plaats van de problematische TF30-P-414A-motoren. Met deze hi-tech motoren werd de capaciteit en wendbaarheid aanmerkelijk verbeterd. 67 F-14B’s werden ter verlenging van de levensduur nadien verder aangepast. Dit betrof de F110-GE-400-motoren en installatie van het Fatigue Engine Monitoring System.
Het AN/ALR-67 Countermeasure Warning Control System, het Gun Gas Purge Door Engineering Change Proposal (ECP), het Direct Lift Control/Approach Power Compensator ECP, het AN/AWG-15F ECP en het Engine Door Tension Fittings ECP werden ingevoerd.
Ook werd het AN/ASN-92 Carrier Aircraft Inertial Navigation System (CAINS) vervangen door het Embedded GPS Inertial Navigation System (EGINS). Tevens werd het systeem aangepast middels plaatsing van een MIL-STD-1553B Digital Multiplex Data Bus (DMDB), een Programmable Multi-Display Indicator Group (PMDIG). Hiermee werden het AN/AWG-15H Fire Control System, de AN/ALR-67D(V)2 Radar Warning Receiver en de Mission Data Loader een stuk sneller en nauwkeuriger.
Alle andere verbeteringen ten behoeve van het overleven in gevechtsomstandigheden werden ontwikkeld onder F-14 Airframe Change Number 828 en gaven de F-14B de Multi-Mission Capability Upgrade.

### F-14D
Dit was een gemodificeerde F-14A of een vanaf 1988 geheel nieuw geproduceerd toestel uitgerust met:
- F110-GE-400-motoren
- Een nieuw radar- en avionicasysteem

De F-14D-systeembediening was zodanig geautomatiseerd dat de werklast tijdens de vlucht en tijdens een luchtgevecht voor de bemanning aanzienlijk was teruggebracht. Ook waren modificaties aangebracht aan radar, airframe, alle electronic countermeasure-systemen, het wapencontrolepaneel, het pilot air combat maneuvering-paneel en het emergency jettison-paneel waardoor het inspelen op offensieve of defensieve taken binnen enkele seconden kon plaatsvinden. De nieuwe AN/APG 71-radar verving de AN/AWG-9-radar van de F-14A/B. Vervanging van de analoge AN/AWG-9- hardware door digitale hardware betekende een grote winst bij het gebruik van de signaal en dataprocessor, het digitale display, de centraal aangestuurde ontvangers en de antenneconfiguratie. Dit leverde een zeer grote gewicht- en ruimtebesparing op. Ook werd het door de marine ontwikkelde Infrared Search Track System (IRSTS) - waarmee detectie van subsone en supersonische doelen op lange afstand plaatsvindt – aangepast aan en geïntegreerd met het USAF Joint Tactical Information Distribution System (JTIDS) waardoor een absoluut veilige en storingsvrije data- en voicecommunicatie mogelijk werd.

## Media
|  |  |